# Sminthopsis psammophila
Sminthopsis psammophila é uma espécie de marsupial da família Dasyuridae.
- Nome Científico: Sminthopsis psammophila (Spencer, 1895)

## Características
O Dunnart-da-areia é um dos maiores dunnarts e mais raro de todos. A parte superior do corpo é cinza a castanho-claro, branco no fundo. A cauda longa e fina é cinza escuro acima e abaixo (um padrão muito incomum, como na maioria dos mamíferos, o início da cauda mais escura que a ponta). O comprimento do corpo é de 8-9 e o comprimento da cauda 11–12 cm e pesando 26-40 gramas.

## Hábitos alimentares
Alimenta-se de insetos;

## Habitat
Vivem em dunas de areia, regiões áridas e semi-áridas de savanas e desertos;

## Distribuição Geográfica
É encontrado em dunas de areia em quatro áreas no sul da Austrália: No Lago Amadeus (sudoeste do Território do Norte), em Victória Spring (sudeste da Austrália Ocidental). No centro da Península Eyre (sul da Austrália Meridional) e nas Dunas de Yellabinna (centro da Austrália Meridional);